# Jattari
Jattari is een nagar panchayat (plaats) in het district Aligarh van de Indiase staat Uttar Pradesh.

## Demografie
Volgens de Indiase volkstelling van 2001 wonen er 17.038 mensen in Jattari, waarvan 54% mannelijk en 46% vrouwelijk is. De plaats heeft een alfabetiseringsgraad van 58%.